# Duck Soup (pel·lícula de 1933)
Duck Soup ("Sopa d'ànec") és una comèdia estatunidenca protagonitzada pels quatre Germans Marx (Groucho, Harpo, Chico i Zeppo a la seva última aparició com actor), dirigida per Leo McCarey i estrenada el 1933. En la seva estrena, aquesta pel·lícula es va classificar a la sisena plaça en recaptació. No va ser un èxit immediat de taquilla, però tampoc un fracàs, i és avui dia un dels films més recordats dels Marx.

## Argument
Rufus T. Firefly arriba al poder a Freedonia per les recomanacions de la sra. Teasdale. Però acumula les pífies fins al punt de provocar la guerra amb el país veí, Sylvania.

## Títol
Segons sembla, el director McCarey va idear el títol de la pel·lícula, després d'haver-lo utilitzat anteriorment (Duck Soup, pel·lícula de 1927) per a un film amb Laurel i Hardy. Això va continuar amb els títols "animals" de les tres pel·lícules anteriors dels Marx, Animal Crackers, Monkey Business i Horse Feathers.
"Duck soup" era l'argot de l'anglès americà que es referia a una cosa fàcil de fer. Per contra, "agadir alguna cosa" significava evitar-ho. Quan a Groucho se li va demanar una explicació del títol, va fer una broma: “Agafa dos galls dindi, una oca, quatre cols, però sense ànec, i barreja'ls. Després d'un tast, faràs sopa d'ànec per a la resta de la teva vida.”
McCarey també va pensar una "seqüència semblant a Laurel i Hardy en la que Harpo i Chico escenifiquen una intrusió a la casa de la senyora Teasdale."

## Comentaris
L'últim film de l'etapa Paramount dels Marx va ser reivindicat per Groucho mateix com la seva millor. El treball de McCarey va aportar matisos sociològics a l'humor surrealista dels Marx i va convertir aquesta comèdia en una sàtira contra les dictadures polítiques.

## Repartiment
- Groucho Marx: Rufus T. Firefly
- Harpo Marx: Pinky
- Chico Marx: Chicolini
- Zeppo Marx: Bob Roland
- Margaret Dumont: sra. Teasdale
- Louis Calhern: Trentino
- Raquel Torres: Vera Marcal
- Edgar Kennedy: El venedor de llimonada
- Leonid Kinskey: Un agitador de Sylvània
- Edmund Breese: Zander
- Charles B. Middleton: El procurador
- Verna Hillie: La secretària